# Cittaducale
Cittaducale település Olaszországban, Lazio régióban, Rieti megyében. Lakosainak száma 6443 fő (2023. január 1.). Cittaducale Borgo Velino, Castel Sant'Angelo, Longone Sabino, Micigliano, Petrella Salto és Rieti községekkel határos.

## Népesség
A település lakossága az elmúlt években az alábbi módon változott:
| Lakosok száma | 6786 | 6719 | 6443 |
|               | 2017 | 2018 | 2023 |